# Cross-stick
Der Cross-stick ist eine spezielle Art, eine Trommel anzuschlagen.
Meistens wird er auf der Snaredrum eines Drumsets ausgeführt. Dabei wird der Drumstick mit der Spitze auf dem Fell und mit dem Griff auf dem Rand („Rim“) der Trommel platziert. Die Handkante fixiert den Stick auf dem Fell, und die Finger fassen gleichzeitig den Stick, ohne das Fell zu berühren. Zur Ausführung des Schlages wird der Stick nun leicht angehoben, und auf den Rand der Trommel geschlagen. Dabei entsteht das typische „Klick“-Geräusch. Die größere Masse des Stockgriffes gegenüber seiner Spitze, sowie die Ableitung eines Teiles der Schlagenergie auf das Trommelfell bewirken, dass dieser von Natur aus leise Schlag gut hörbar ausgeführt werden kann.
Aufgrund der subtilen und leichten Natur des Clicks, wird dieser häufig zur rhythmischen Begleitung von sanfterer Musik, bzw. eher ruhigeren Passagen eines Songs eingesetzt. Letzteres auch nicht selten, um dann im späteren Verlauf durch den Wechsel zum gewöhnlichen Snareschlag eine Steigerungswirkung zu erzielen. Klassisches Beispiel; Cross-stick im Verse (z. B. eines Popsongs), und normaler Snareschlag im Chorus, wie z. B. in Michael Jackson’s Earth Songs.
Ein anderer Schlag, bei dem gleichzeitig Fell und Rand der Trommel angeschlagen werden, welcher (besonders aufgrund seines völlig gegensätzlichen Sounds) nicht mit dem Cross-stick verwechselt werden sollte, ist der Rimshot.